# 曹海清
曹海清（1993年9月28日—），是一名中国足球运动员，现效力中国足球超级联赛球队江苏苏宁。

## 俱乐部生涯
曹海清出自杭州绿城青训体系，2011年随杭州绿城梯队组建浙江全运队以温州葆隆的名义参加2011年中国足球乙级联赛，并在该赛季得到15次出场机会。赛季结束后，曹海清回归杭州绿城并被新任主教练冈田武史提升到一队征战2012年中国足球超级联赛。2012年5月27日，他在杭州绿城2比0击败河南建业的比赛第70分钟替补金东进出场，上演中超联赛首秀。
2017年2月28日，江苏苏宁官方宣布曹海清转会加盟球队。